# George Williams (ur. 1995)
George Christopher Williams (ur. 7 września 1995 w Milton Keynes) – walijski piłkarz występujący na pozycji pomocnika w Fulham.